# Martin van Barneveld
Martin van Barneveld (1985) es un deportista neozelandés que compitió en triatlón. Ganó una medalla de plata en el Campeonato de Oceanía de Triatlón de 2014 en la prueba de relevo mixto.

## Palmarés internacional
| Campeonato de Oceanía | Campeonato de Oceanía   | Campeonato de Oceanía | Campeonato de Oceanía |
| Año                   | Lugar                   | Medalla               | Prueba                |
| --------------------- | ----------------------- | --------------------- | --------------------- |
| 2014                  | Kinloch (Nueva Zelanda) | Medalla de plata      | Relevo mixto          |